# Royal Gold
Royal Gold est l'une des principales sociétés de flux de métaux précieux et de redevances au monde engagée dans l'acquisition et la gestion de flux de métaux précieux, de redevances et d'intérêts similaires basés sur la production.
Royal Gold possède un vaste portefeuille de flux de production, de développement, d'évaluation et d'exploration et de redevances sur des propriétés situées dans certaines des régions aurifères les plus prolifiques au monde et exploitées par certaines des sociétés les plus connues de l'industrie minière.

## Histoire
Dans les années 1980, la société s'appelait Royal Resources, Inc. et était une société d'exploration pétrolière. En 1986, H. Stanley Dempsey, membre du conseil d'administration de la société publique, transforme la société en une société d'extraction d'or et la société est renommée en Royal Gold, Inc.. Dempsey a été directeur général de Royal Gold jusqu'en 2006, président exécutif jusqu'en 2008 et président non exécutif jusqu'en 2014. Dempsey a été intronisé au National Mining Hall of Fame en 2016.
En 2010, la société connait sa plus forte croissance avec plus d'un milliard sur les 1,86 milliard de dollars d'actifs qu'elle a (septembre 2010) ajoutés au cours de l'année. En 2007, elle acquiert une participation dans la mine Penasquito qui ne commence à produire qu'en 2010.
Février 2010 finalise l'acquisition d'une autre société de redevances, IRC, qui possède des concessions au Chili (Pascua Lama) et au Canada (Voisey's Bay). International Royalty Company n'a pas tardé à accepter l'accord de 702 millions de dollars de Royal Gold après que Franco-Nevada ait tenté une prise de contrôle hostile de 640 millions de dollars.
À la fin de l'exercice 2020, la société détient des participations dans 41 mines en production (30 juin 2020).
En juillet 2022, Royal Gold a acquis Great Bear Royalties pour 153 millions de dollars.